# Капраліхинське сільське поселення
Капралі́хинське сільське поселення (рос. Капралихинское сельское поселение) — муніципальне утворення у складі Армізонського району Тюменської області, Росія.
Адміністративний центр — село Капраліха.

## Історія
Присілок Барановка був ліквідований 2004 року.

## Населення
Населення — 231 особа (2020; 248 у 2018, 290 у 2010, 343 у 2002).

## Склад
До складу поселення входять такі населені пункти:
| Населений пункт        | Населення, осіб (2002) | Населення, осіб (2010) |
| ---------------------- | ---------------------- | ---------------------- |
| Барановка, присілок    | 0                      | -                      |
| Біляковка, присілок    | 54                     | 28                     |
| Капраліха, село        | 284                    | 252                    |
| Малий Кайнак, присілок | 5                      | 10                     |